# Stereogum
Stereogum är en musikblogg grundad av Scott Lapatine i januari 2002 och fokuserar på musiknyheter, nedladdningar, videor och skvaller. Stereogum tilldelades ett Plug Award för bästa musikblogg 2008.